# Каттегат
Каттега́т (дат. Kattegat, швед. Kattegatt) — пролив между восточным берегом полуострова Ютландия и юго-западной частью Скандинавского полуострова, часть системы Датских проливов. Соединяет Северное море через пролив Скагеррак с Балтийским морем через проливы Эресунн, Малый Бельт и Большой Бельт. Длина — около 220 км, ширина — от 60 км на севере до 142 км на юге. Средняя глубина — 26 м, в северной части — более 50 м.

## География и гидрография

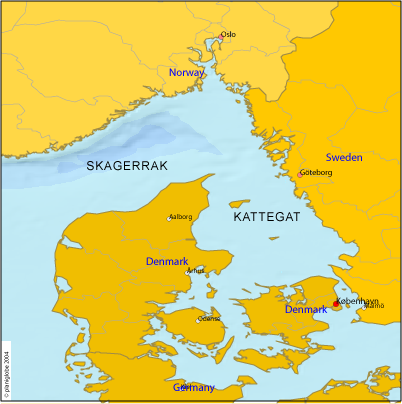
Скагеррак и Каттегат

Каттегат граничит на севере с проливом Скагеррак и на юге с проливами Эресунн, Большой Бельт и Малый Бельт. Граница со Скагерраком проходит по линии, соединяющей косу Гренен на полуострове Ютландия и маяк «Патер Ностер» на шведском берегу рядом с Марстрандом. На юго-западе граница с проливом Самсё-Бельт (северной частью Большого Бельта) проходит по линии между оконечностью полуострова Эбельтофт и мысом Гнибен на полуострове Шеллан-Одде (Зеландия), а на юго-востоке Каттегат граничит с Эресунном по линии между Гилбьерг-Ховедом (северной оконечностью Зеландии) и маяком «Куллен» на полуострове Куллаберг. Наиболее крупные острова — Самсё, Лесё, Анхольт. Последние два нередко называют датским «пустынным поясом» благодаря их сухому летнему климату.
Пролив вытянут с юга на север, его длина составляет 220 км, ширина варьирует от 60 до 142 км, общая площадь водной поверхности, по разным источникам, — от 22 до 30 тыс. км². Средняя глубина — 26 м. Низменное северо-восточное побережье Ютландии между Скагеном и Грено продолжается на восток до островов Лесё и Анхольт в виде морской отмели шириной до 100 км и глубиной не более 20 м. К востоку от этих островов отмель резко переходит в так называемый Восточный канал (дат. Østerrende) шириной порядка 50 км и глубиной как правило 40—50 м (за исключением банок Фладен и Лилла-Миддельгрунд, где глубина уменьшается до 6 м). Основное русло Восточного канала сужается в направлении Эресунна. В северной части пролива, между шведским побережьем и островом Лесё, глубина возрастает ещё больше, достигая 130 м вблизи Варберга и 138 и 150 м во впадинах Алькор и Посейдон. Наименьшая глубина на фарватере составляет 17 м. При оценке площади пролива в 22 тыс. км² объём воды в нём оценивается в 515 км³.
Сложный рельеф дна затрудняет как навигацию, так и обмен воды между бассейнами восточной и западной Дании, соответственно относящимися к Балтийскому и Северному морям. Результатом этого является значительный перепад солёности воды в проливе: если на юге она колеблется от 10 ‰ до 15 ‰, то на севере достигает 32—34 ‰ или 35 ‰. В проливе присутствуют два течения: менее солёное, поверхностное, направленное на север вдоль берега Швеции, а затем — Норвегии в Норвежское море, и более солёное, глубинное, направляющееся со стороны Скагеррака на юг. Температура поверхностного слоя воды существенно меняется в зависимости от времени года, поднимаясь до 20 °C летом и падая ниже точки замерзания зимой. Наиболее гомогенной температура воды от поверхности до дна остаётся в апреле-мае и октябре-ноябре.
В пролив впадают реки Гёта-Эльв, Лаган, Ниссан, Этран, Вискан со стороны Швеции, а также река Гудено со стороны Дании. Общий объём стока с обеих сторон составлял в середине 1980-х годов 885 м³/с, или примерно 28 км³ в год.

## История
Возможно, что описание Каттегата и расположенной южнее него сложной системы островов и каналов встречается уже у Помпония Мелы в 40-х годах до н. э., однако этот автор явно знал об описываемых местах лишь по слухам, так как населял их гиппоподами (людьми с лошадиными ногами) и обладателями огромных ушей, которыми они могут укрываться, как одеялом. Согласно одной версии, современное название «Каттегат» происходит из жаргона голландских моряков: слово, изначально обозначавшее кошачью дверь (нидерл. kat — «кот» и gat — «отверстие»), применялось по отношению к сложному для навигации узкому проливу, полному отмелей. В топонимическом словаре Е. М. Поспелова указывается, что название происходит от др.-сканд. kati (корабль) и gate (дорога) — «дорога кораблей».
Контроль над Каттегатом и доступ к нему были важны на протяжении всей истории международного мореплавания. До завершения строительства Айдерканала в 1784 году Каттегат был единственным морским путем в Балтийский регион и из него.
С 1996 года, когда Дания определила границы исключительной экономической зоны, в Каттегате фактически не осталось зон открытого моря с учётом того, что к собственно территориальным водам Дании и Швеции добавляются полосы так называемой морской территории шириной 3 морских мили у Дании и 12 — у Швеции.

## Экономическое значение
Каттегат — важный морской проход для торговых судов. На берегах пролива располагаются несколько значительных портов, включая Гётеборг и Хальмстад на шведской стороне и Орхус — на датской. За 2013 год проливами Каттегат и Скагеррак прошли почти 4000 грузовых судов и свыше 1500 танкеров (оба показателя несколько выше, чем для внутренней Балтики).
С переходом добычи морепродуктов к промышленным масштабам с применением ярусов во второй половине XIX века, а затем с использованием моторных траулеров с начала XX века, запасы рыбы в этом районе Мирового океана стали быстро истощаться. В отличие от Эресунна, где из-за массового прохода судов ловля сетями в большинстве её форм была запрещена с 1932 года, в Каттегате аналогичный запрет никогда не вводился. Первыми были истощены популяции атлантического белокорого палтуса и мольвы, затем — пикши, серебристой сайды, мерланга и тюрбо. Популяция атлантической трески в данной акватории была сведена до исчезающе малых размеров в конце XX — начале XXI века.